# Vespa bicolor
Vespa bicolor är en getingart som beskrevs av Fabricius 1787. Vespa bicolor ingår i släktet bålgetingar, och familjen getingar. Inga underarter finns listade i Catalogue of Life.

## Beskrivning
En liten bålgeting där arbetarna är 15 till 22 mm långa, hanarna 19 till 23 mm och drottningarna 25 mm. Arten har övervägande mörkbrunt huvud samt klargul mellan- och bakkropp; dock har den en svart triangel på mellankroppens ovansida samt svarta tvärstrimmor på tergiterna (bakkropssegmenten) 2 och 3.

## Ekologi
Arten bygger ett nästan klotformigt bo med en diameter på 25 till 35 cm i höga trädkronor, under klipputsprång, i ihåliga träd eller underjordiskt.

## Utbredning
Utbredningsområdet omfattar norra Indien, Nepal, Bhutan, södra Kina och sydöstra, kontinentala Asien.